# Colony (serie televisiva)
(Da che parte ti schiereresti?)
Colony è una serie televisiva statunitense creata da Carlton Cuse e Ryan J. Condal, con protagonisti Josh Holloway e Sarah Wayne Callies.

## Trama
In un futuro non identificato, Los Angeles non è più una città, ma un blocco, così come lo sono altre città degli Stati Uniti.
Durante l'Arrivo, degli invasori di origine extraterrestre hanno eretto delle mura altissime, le quali impediscono alle persone di visitare gli altri blocchi. Le mura sono poste sotto strettissima sorveglianza da parte di un'occupazione militare chiamata "Colony Transitional Authority" (o semplicemente "Occupazione") gestita da un governo collaborazionista.
Protagonisti di questa vicenda sono l'agente speciale William Bowman, che sotto falsa identità lavora in un'officina come meccanico, e sua moglie Katie Bowman. I due coniugi vivono con due dei loro figli, Bram e Gracie.
A causa dell'Arrivo, Will e Katie sono stati separati dal terzo figlio, Charlie, rimasto invece nel blocco di Santa Monica.
Nel momento in cui Will, nascondendosi dentro una scatola a prova di infrarossi, tenta di andare al di là delle mura per rincontrare il figlio, esplode un ordigno che fa saltare il suo piano. I responsabili della bomba sono un gruppo di persone, la Resistenza, decise a lottare contro i Berretti rossi, che rappresentano invece l'Occupazione.
Will viene catturato dai Berretti rossi ma, invece di essere ucciso, gli viene offerto un lavoro alla Homeland Security (un dipartimento gestito dall'Occupazione), per via del suo passato da agente dell'FBI. Il suo incarico sarà quello di scoprire chi c'è dietro la Resistenza per poi eliminarla. In cambio Will riceverà protezione e vantaggi per sé stesso e la sua famiglia, e inoltre potrà riavere suo figlio Charlie.

## Personaggi e interpreti

### Principali
- Will Bowman (stagioni 1-3)[2], interpretato da Josh Holloway
- Katie Bowman (stagioni 1-3), interpretata da Sarah Wayne Callies
- Alan Snyder (stagioni 1-3)[3], interpretato da Peter Jacobson
- Madeline "Maddie" Kenner (stagioni 1-2)[4], interpretata da Amanda Righetti
- Eric Broussard (stagioni 1-3)[5], interpretato da Tory Kittles
- Bram Bowman (stagioni 1-3), interpretato da Alex Neustaedter
- Grace Kathryn "Gracie" Bowman (stagioni 1-3), interpretata da Isabella Crovetti-Cramp
- Charlie Bowman (guest star stagione 1; principale stagioni 2-3)[6], interpretato da Jacob Buster

### Ricorrenti
- Rachel (stagione 1), interpretata da Kim Rhodes
- Alexander Quayle (stagione 1)[7], interpretato da Paul Guilfoyle
- Hudson (stagioni 1-2), interpretato da Cooper J. Friedman
- Bolton "Beau" Miller (stagione 1)[8], interpretato da Carl Weathers
- Helena Goldwyn (stagioni 1-2)[9], interpretata da Ally Walker
- Phyllis (stagione 1), interpretata da Kathy Baker
- Jennifer McMahon (stagioni 1-2), interpretata da Kathleen Rose Perkins
- Capitan Lagarza (stagione 1), interpretato da Gonzalo Menendez
- Lindsey (stagioni 1-2), interpretata da Erin Way
- Charlotte Burgess (stagione 1)[10], interpretata da Kathryn Morris
- Nolan Burgess (stagioni 1-2), interpretato da Adrian Pasdar
- Morgan, interpretata da Thora Birch (stagione 1)[11] e Bethany Joy Lenz (stagione 2)[12][13]
- Eckhart (stagioni 1-2), interpretato da Charlie Bewley
- Sgt. Jenkins (stagione 2), interpretato da Mac Brandt
- Dan Bennett (stagione 2), interpretato da Christian Clemenson
- Bob Burke (stagione 2), interpretato da Toby Huss
- Hennessey (stagione 2), interpretato da William Russ
- Betsy (stagione 2), interpretata da Keiko Agena
- Noa (stagione 2), interpretata da Meta Golding
- Scott Garland (stagione 3), interpretato da John Hoogenakker
- Everett Kynes (stagione 3)[14], interpretato da Wayne Brady
- Amy Leonard (stagione 3), interpretata da Peyton List

## Episodi
| Stagione         | Episodi | Prima TV USA | Prima TV Italia |
| ---------------- | ------- | ------------ | --------------- |
| Prima stagione   | 10      | 2016         | 2019            |
| Seconda stagione | 13      | 2017         | 2019            |
| Terza stagione   | 13      | 2018         | 2020            |

### Speciale
| Titolo          | Diretto da | Scritto da          | Prima TV USA     | Ascolti USA |
| --------------- | ---------- | ------------------- | ---------------- | ----------- |
| Behind the Wall | Tim Gray   | Ted Averi eTim Gray | 21 dicembre 2015 | 0.86        |

## Produzione
La prima stagione è composta da 10 episodi ed il pre-air è uscito sul sito USA Network il 21 dicembre 2015. La serie è iniziata ufficialmente il 14 gennaio 2016.
Ad aprile 2017 la serie è stata rinnovata per una terza stagione di 13 episodi, trasmessi dal 2 maggio al 25 luglio 2018.
Il 21 luglio 2018 USA Network ha annunciato di aver cancellato la serie dopo tre stagioni.

## Accoglienza

### Critica
| Stagioni | Accoglienza         | Accoglienza                              | Accoglienza        |
| Stagioni | Rotten Tomatoes     | Rotten Tomatoes - Punteggio del pubblico | Metacritic         |
| -------- | ------------------- | ---------------------------------------- | ------------------ |
| 1        | 80% (29 recensioni) | 78% (513 recensioni)                     | 69 (22 recensioni) |
| 2        | 100% (6 recensioni) | 83% (324 recensioni)                     | -                  |
| 3        | -                   | 100% (68 recensioni)                     | -                  |

Stephen King ha elogiato la serie dicendo: "In un anno di notevole TV, Colony è diventata davvero qualcosa di speciale: intelligente, pieno di suspense, sovversivo e stimolante".

## Riconoscimenti
- 2016 - Directors Guild of Canada Awards[27]
  - Candidatura per il miglior montaggio sonoro in una serie televisiva a Elma Bellow, John Loranger, Joe Mancuso, Jill Purdy, John Sexton, Adam Stein e Craig MacLellan
- 2016 - Saturn Awards[28]
  - Candidatura per la miglior serie televisiva di fantascienza
- 2017 - Saturn Awards[29]
  - Candidatura per la miglior serie televisiva di fantascienza
- 2018 - Saturn Awards[30]
  - Candidatura per la miglior serie televisiva di fantascienza